# Rezonator torowy

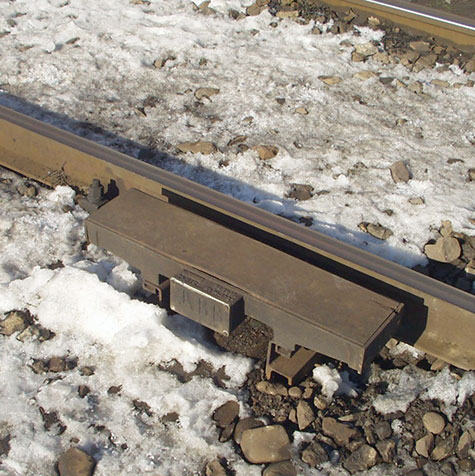
Rezonator torowy systemu SHP

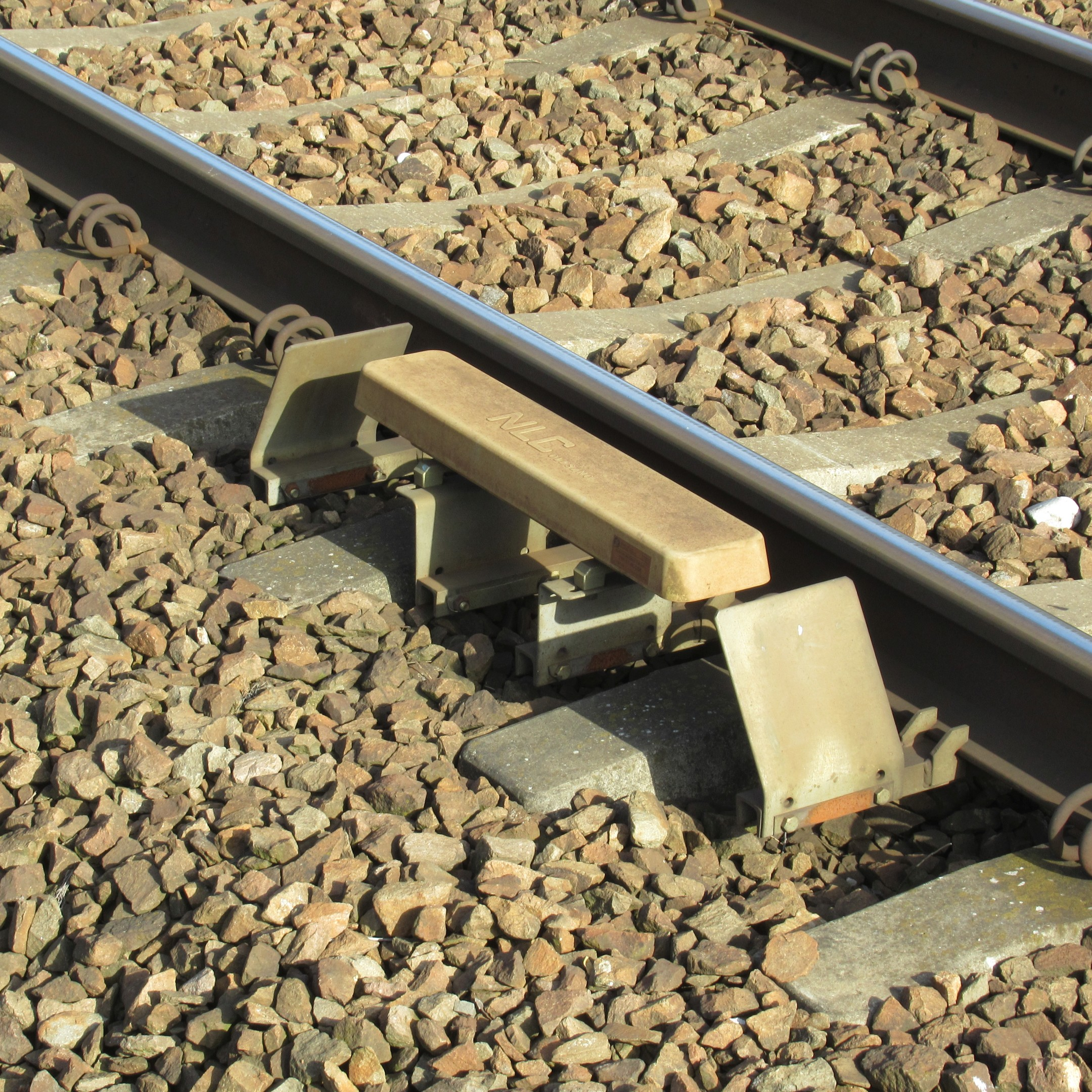
Inne wykonanie rezonatora torowego

Rezonator torowy, elektromagnes torowy - urządzenie wchodzące w skład systemów automatyki bezpieczeństwa pociągu (ABP), w Polsce: samoczynnego hamowania pociągu (SHP), w Niemczech: Punktförmige Zugbeeinflussung (PZB) oraz Indusi.

## System SHP
Rezonator torowy należy do tzw. części przytorowej urządzeń SHP i stanowi obwód rezonansowy dostrojony do częstotliwości 1000 Hz. Miejsce montażu rezonatora torowego lokalizuje się przy torze w odległości 200 m przed tarczą ostrzegawczą lub semaforem wjazdowym oraz przy semaforze wyjazdowym lub grupowym.

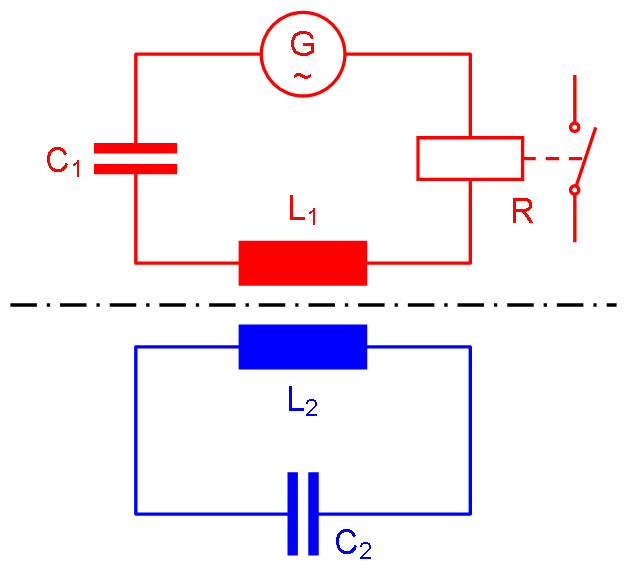
Ideowy schemat obwodu systemu SHP (na czerwono: część na pojeździe, na niebiesko: część przytorowa)
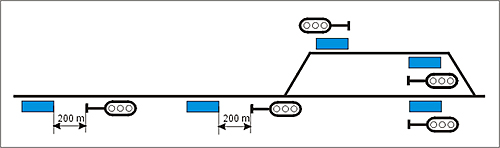
Przykładowy schemat rozmieszczenia rezonatorów SHP względem sygnalizatorów